# Snails in the Rain
Snails in the Rain (hebrejsky שבלולים בגשם‎‎, Šablulim ba-gešem) je izraelský hraný film z roku 2013, který režíroval Jariv Mozer podle vlastního scénáře a podle románu Y. A. Levyho. Film pojednává o studentovi, který dostává dopisy od neznámého ctitele. Snímek měl světovou premiéru na Tel Aviv International LGBT Film Festivalu dne 8. června 2013.

## Děj
Příběh se odehrává v roce 1989 v době, kdy homosexualita byla v izraelské společnosti tabu. Boaz je studentem lingvistiky na Telavivské univerzitě a čeká na vyjádření, zdali dostane stipendium na univerzitě v Jeruzalémě. Prozatím se živí jako stěhovák. Žije s přítelkyní Noa, která se připravuje na studium na Technionu. Jeho život je vcelku běžný až na to, že dostává dopisy, v nichž mu neznámý muž popisuje své city k němu. Ví o něm, kde a s kým bydlí, kde a co studuje a další podrobnosti. Boaz se postupně stává mírně paranoidní a přemýšlí, kdo může být onen pisatel. Je to soused od naproti, jeho profesor lingvistiky, student v knihovně, knihovník, spolužák, automechanik? Začíná o sobě pochybovat a vzpomíná na své homosexuální zážitky z dob služby v armádě. Dopisy sice schovává, ale Noa jeho skrýš objeví a čte si je také. Svým instinktem zjistí, kdo dopisy posílá a rozhodne se zakročit.

## Obsazení
| Jo'av Reuveni    | Boaz          |
| Moran Rosenblatt | Noa           |
| Jariv Mozer      | prof. Richlin |
| Jehuda Nahari    | Nir           |
| Eran Lev         | voják         |
| Chava Ortman     | Ruth          |
| Ejal Kohen       | automechanik  |